# FLOWER (RAMJET PULLEYの曲)
FLOWER（フラワー）はRAMJET PULLEYの6枚目のシングル。

## 概要
事実上のラストシングルで、2枚目のアルバム「It's a wonderful feeling」先行シングルとなった本作は日本テレビ系列「THE・サンデー」エンディングテーマ。タイアップを獲得したシングル表題曲は本作が唯一である。

## 批評
CDジャーナルは「バグパイプの音色に導かれるタイトル・トラックは、穏やかな旅立ちを思わせる落ちついた1曲。夏らしい清涼感とはかなさに通じる浮遊感が漂う」と評した。

## 収録曲
全曲 作詞：麻越さとみ　作曲：間島和伸　編曲：小林哲・RAMJET PULLEY
1. FLOWER
2. Love me do...
3. Peace of mind

## 収録アルバム
- It's a wonderful feeling（#1）
- GIZA studio Masterpiece BLEND 2002（#1）